# ウルグアイの教育
ウルグアイの教育（ウルグアイのきょういく）では、ウルグアイ東方共和国の教育について述べる。

## 概要
ウルグアイは、初等教育が6年、中等教育が6年であり、中等教育の前半3年までが義務教育である。授業は月曜日から金曜日に行われ、午前もしくは午後のみ授業をおこなう学校もあれば、1日中授業をおこなう学校もある。

## 初等・中等教育
すべての公立学校において、白いアウターウェアが制服として定められており、裕福な家庭の子も貧しい家庭の子も平等という精神を表している。私立学校でも大抵は制服が定められているが、ジャージーが一般的である。ウルグアイの公立小学校では1人1台ノートパソコンが貸与され、それを使用した授業が一週間に2時間から3時間あり、他の授業でも調べ物をする際に使用する。文化祭では生徒の作品を展示し、課外活動として、博物館、美術館、劇場などに行くこともある。
夏休みは2か月から3か月、冬休みは2週間、春休みは1週間程度であり、ウルグアイは南半球に位置するため、夏休みは12月半ばから2月までとなるが、日本のように宿題などはない。
ウルグアイの公立学校には、しばしば国の名前がついているものがあり、「日本」学校は4つある。

## 高等教育
ほとんどの大学で入学試験はなく、誰でも入学できるが、卒業するのは困難である。国立大学は学費が無料であり、働きながら、あるいは子育てをしながら大学に通う人もいる。
ウルグアイの唯一の総合国立大学である共和国大学では、日本からシニアボランティアが講師として派遣されており、アジア言語で唯一、日本語講座が正規の授業として開講されており、ウルグアイは日本への関心が高い国である。